# Будинок вчених (Санкт-Петербург)
Будинок вчених імені М. Горького РАН (Палацова набережна, 26) — історичний будинок (палац) в Санк-Петербурзі, в якому розміщено об'єднання працівників наукових установ і вищої школи, найстаріший в колишньому СРСР творчий клуб наукової інтелігенції.

## Історія
До Революції 1917 року палац належав Великому князю Володимиру Олександровичу.
У 1720—1862 роках на місці палацу розташовувався неодноразово перебудований особняк, поступово перетворився на «найкрасивіший палац», де жили послідовно І. А. Мусін-Пушкін, І. А. Остерман, Н. В. Рєпнін, І. П. Кутайсов, Д. П. Волконський, А. де Коленкур, а з 1841 року розміщувалася Рота палацових гренадерів.
У 1862 році було прийнято рішення про знесення старої будівлі і спорудження палацу Великого князя. Палац був споруджений за проектом архітектора А. І. Рєзанова в 1867—1868 роках, проте ще кілька років, до 1874 року йшло оформлення приміщень.
У травні 1917 року в палаці розмістилась комісія Червоного хреста у справах військовополонених, з жовтня 1917 року — правління Спілки міжнародних торгових товариств, з жовтня 1918 року — театральний відділ Наркомосу, а в 1919 році — видавництво «Всесвітня література».

## Галерея

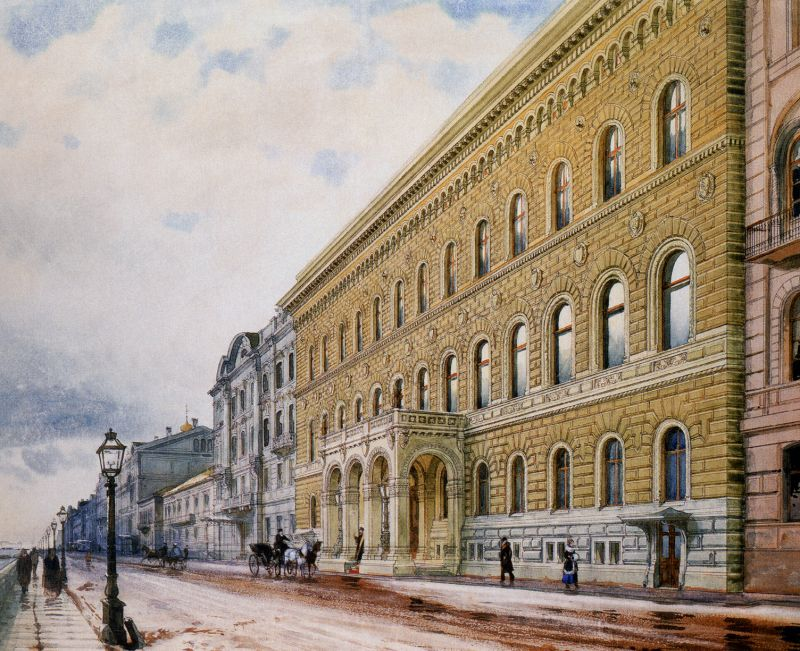
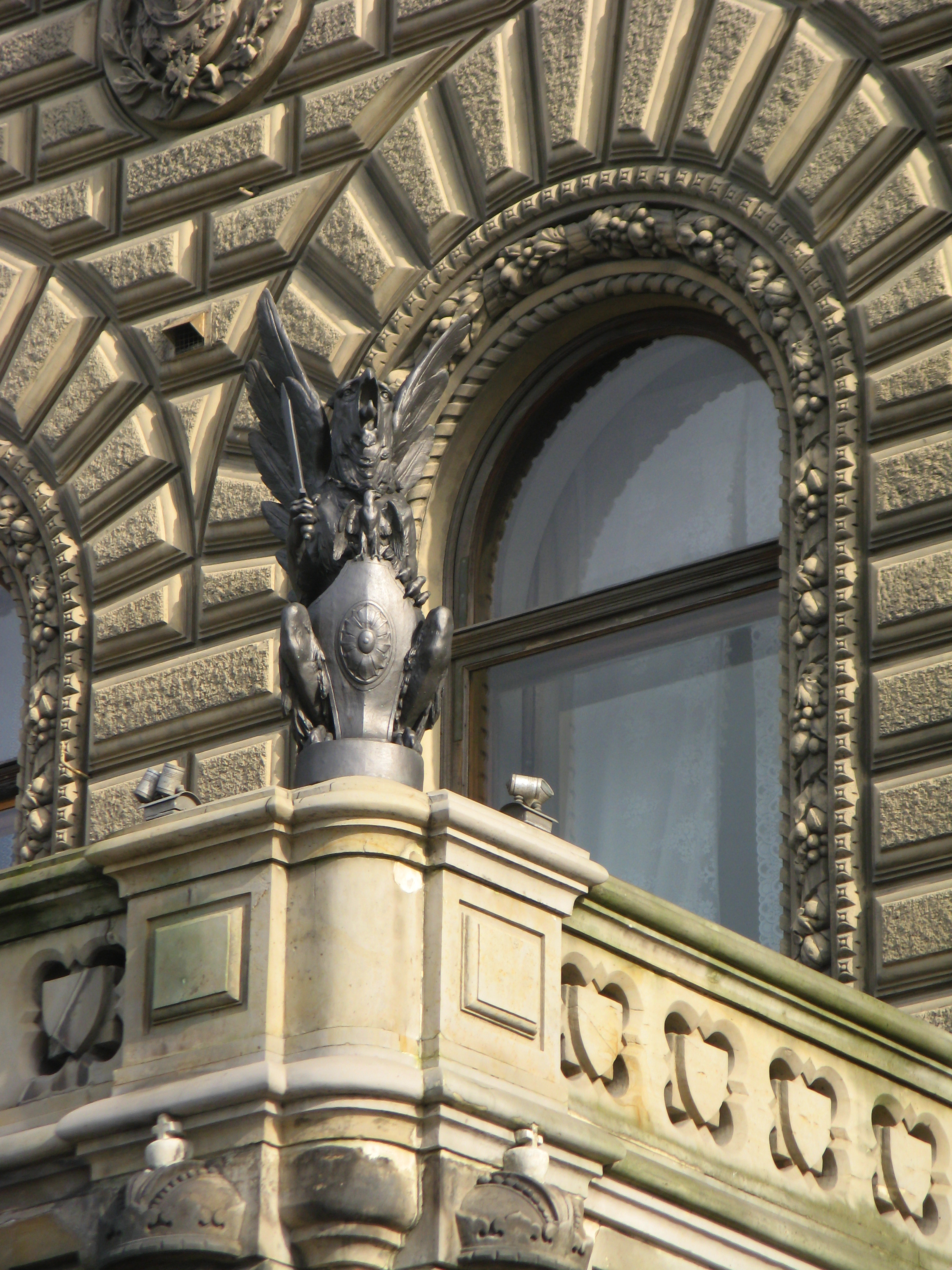
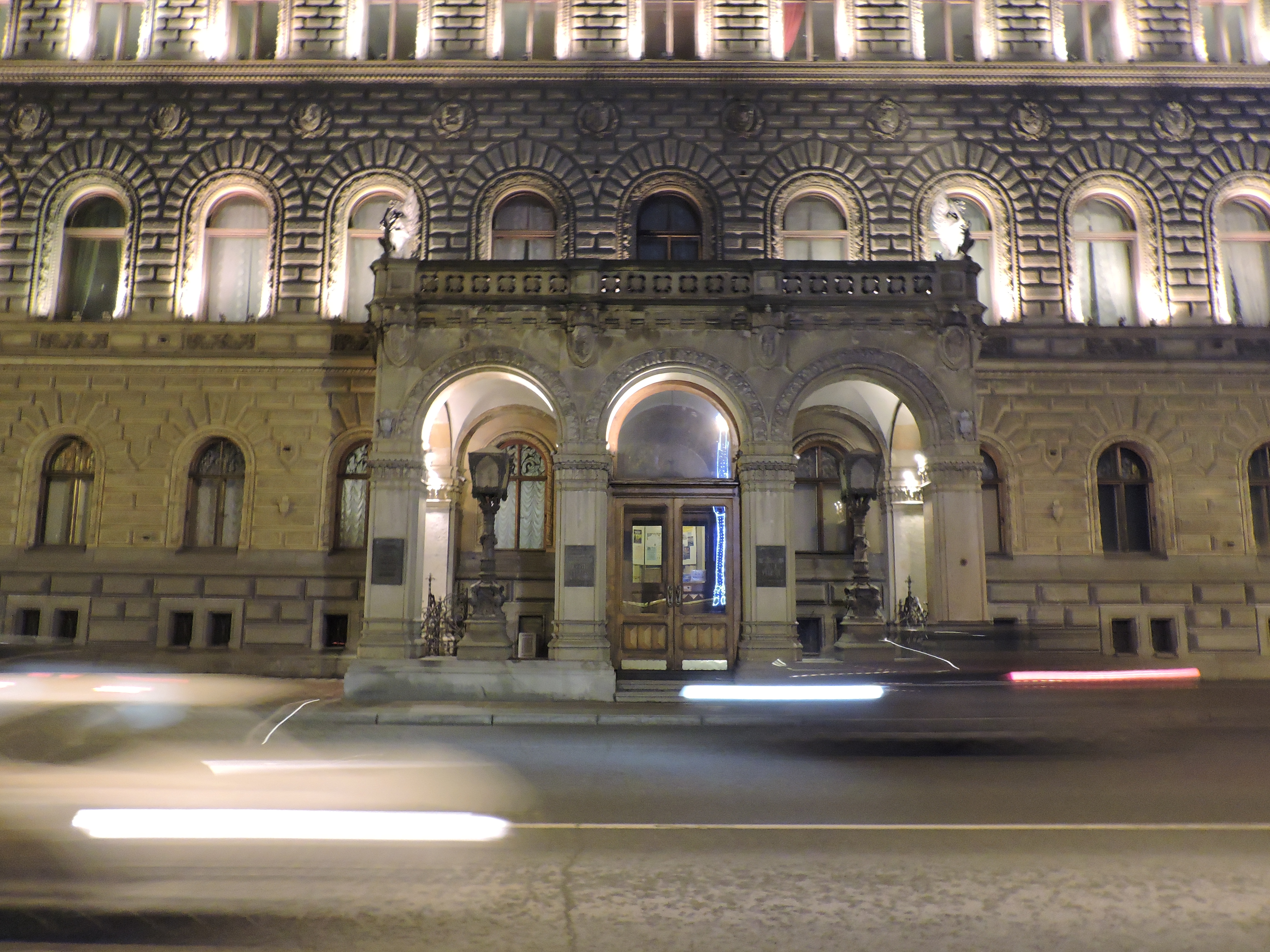

## Цікаві факти

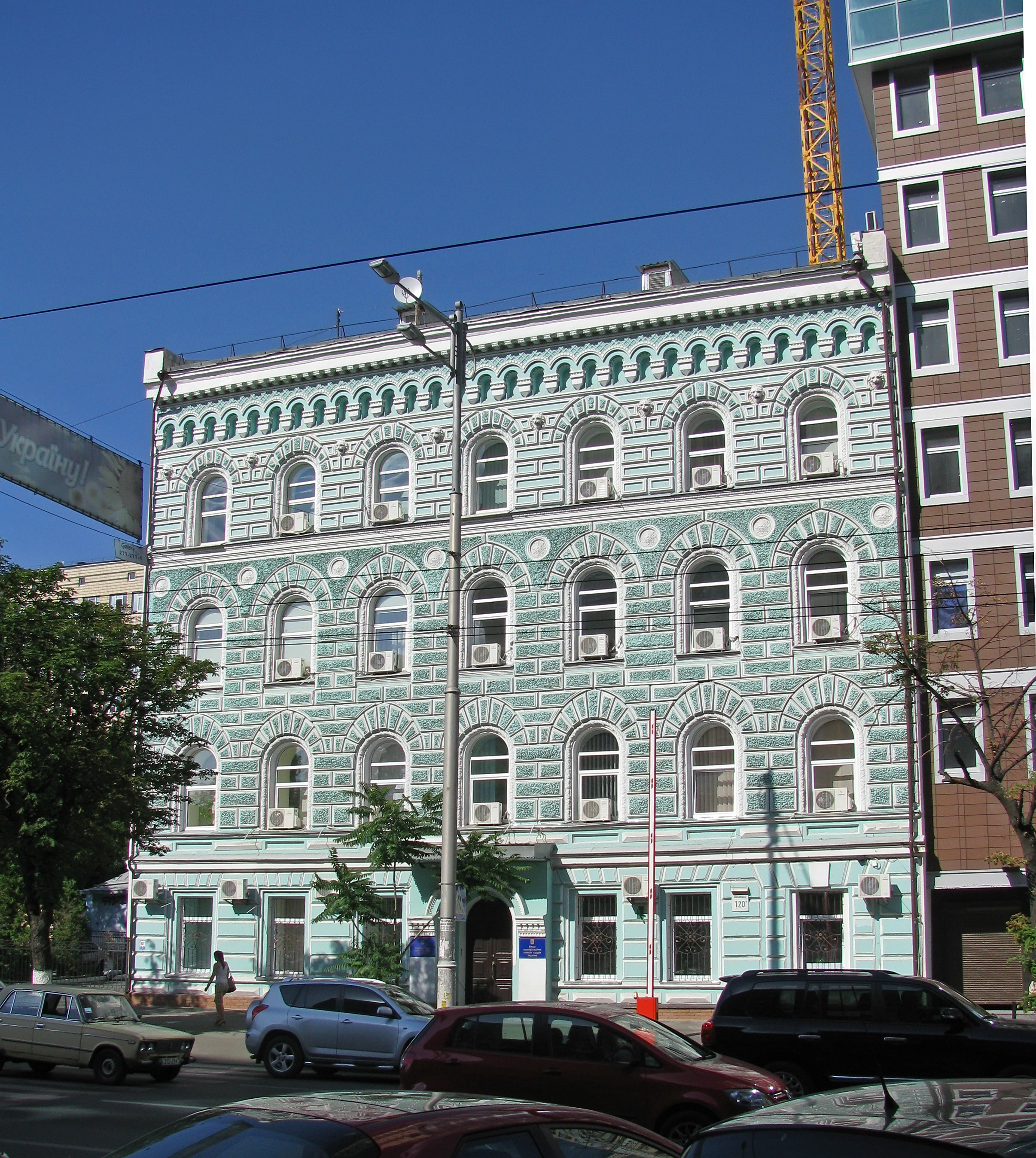
Будинок на вулиці Жилянській 120а

Архітектура палацу вплинула на проект архітектора Хойнацького, що побудував у Києві подібний будинок на вулиці Жилянській 120а.